# Балка Милорадова
Балка Милорадова — балка (річка) в Україні у Братському районі Миколаївської області. Права притока річки Мертвоводу (басейн Південного Бугу).

## Опис
Довжина балки приблизно 9,86 км, найкоротша відстань між витоком і гирлом — 8,69  км, коефіцієнт звивистості річки — 1,13 . Формується декількома струмками та загатами. На переважній більшості участків балка пересихає.

## Розташування
Бере початок у селі Новоолексіївка. Тече переважно на південний схід через село Красноярку і на північно-західній стороні від села Українець впадає у річку Мертвоводу, ліву притоку річки Південного Бугу.

## Цікаві факти
- У селі Красноярівка балку перетинає автошлях Т 1511[3].
- У XX столітті на балці існували молочно-тваринна ферма (МТФ) та газгольдер[2], а у XIX столітті — 1 скотний двір[1].